# 김희선 (정치인)
김희선(金希宣, 1943년 10월 28일 ~ )은 대한민국의 정치인이다. 제16·17대 국회의원을 지냈다. 본관은 의성이다. 항일여성독립운동기념사업회 회장을 맡고 있다.

## 생애
1943년에 태어났다. 출생지가 중국 봉천(현 심양)과 평남 평원군이라는 자료가 있다. 독립운동가인 부친 김일련과 함께 월남, 경기도 평택 중앙초등과 경남 진해 충무중을 졸업했다. 1961년 대전여상에 입학했으나 가정형편으로 2학년을 중퇴했다. 2000년 16대 총선 당선 후 대전여상 명예졸업장을 받았다.
“고교를 그만 둔 뒤 아버지와 함께 독립운동을 했던 박영준 당시 한전 사장 배려로 한전에 들어갔어요. 한전에서 남편을 만나 26살에 결혼했어요. ” 사회운동가의 삶은 결혼 뒤 퇴직하고 서울 미아리에서 살 때 쓰레기 처리 문제로 구청과 싸우면서 시작됐단다. “쓰레기 수거를 요구하며 지역운동을 했어요. 이어 70년대 초반 서울 와이더블유시에이(YWCA)에서 소비자보호 운동에 뛰어들었죠. 그 뒤로 여성운동(김 회장은 매 맞는 아내 문제를 처음으로 공론화시킨 여성단체 ‘여성의 전화’ 초대 원장을 지냈다), 민주화운동, 통일운동으로 나아갔어요.”김희선의 말이다.
서울 미아리에서 지역봉사활동을 한 후 서울 YWCA 소비자모니터회장, 여성의전화 초대원장, 한국여성단체연합 부회장 등을 역임했으며 2000년 4·13총선에서 첫 금배지를 달았다. 2000년부터 2008년까지 지역구 국회의원을 지냈다. 16대 총선과 17대 총선에서 서울 동대문구 갑 지역구에서 연속 당선되었다.
국회의원 시절 ‘민족정기를 세우는 국회의원 모임’ 결성을 주도했고 2004년 친일진상규명법 제정에도 앞장섰다. 민족정기를 세우는 국회의원모임 회장을 맡아 친일파 708인 명단 발표를 주도하였다. 친일진상규명법 제정 1년 뒤 대통령 직속으로 친일반민족행위 진상규명위가 설치됐다. 규명위는 4년 활동 끝에 김성수 〈동아일보〉 창업주, 방응모 전 〈조선일보〉 사주 등이 포함된 반민족행위자 명단을 발표했다. 이 과정에서 김희선은 조선일보와 월간조선, 동아일보 등 보수언론의 마녀사냥식 공세를 견뎌야 했다.
<조선일보>를 비롯한 보수언론은 김희선을 ‘가짜손녀’라고 보도해 논란이 됐다. 족보가 다르다는 것이다. 김희선 측이 밝힌 전후 사정을 간단히 설명하면 이렇다. 김희선의 증조할머니가 의성 김씨와 결혼했다가 남편이 죽자 자녀를 데리고 안동 김씨로 재가를 하면서 빚어진 일이라는 것이다. 족보와 호적을 둘러싼 논란은 결국 법정까지 가 2006년 ‘김희선과 김학규는 법적으로 혈연관계가 존재한다’는 판결을 받았다.
2014년 설립된 항일여성독립운동기념사업회 회장을 맡고 있다. 2014년 3월 여성독립운동기념사업회를 창립하고 회장이 됐다. 여성독립운동기념사업회는 문재인 정부가 출범한 후인 2017년 7월 국가보훈처로부터 비영리법인 설립 허가를 받아 사단법인 여성독립운동기념사업회가 됐다. 2018년 4월에는 사단법인 항일여성독립운동기념사업회로 이름을 변경했고, 같은해 9월에는 지정기부금단체로 지정됐다. 김희선은 창립 이후 계속 회장-이사장 등을 맡고 있다.

## 논란

### 조병옥 친일 발언
김희선은 2003년 12월 14일 열린우리당 소속일 당시 민주당 조순형 의원의 부친 유석 조병옥을 친일파라고 발언해 논란이 일어났다. 이에 조병옥 박사 기념사업회와 한양조씨 대종회에서 공개사과를 요구하자 한양조씨 대종회 홈페이지 게시판에 “제 발언의 취지가 유석 선생의 공을 훼손하고자 한 것이 아니었음을 밝힌다”고 해명하였다.

### 독립운동가 김학규 손녀 논란
한나라당 국회의원들은 2005년 7월 20일 17대 총선 당시 김희선이 독립운동가의 후손이라고 자신을 소개하는 등, 허위사실로 선거법을 위반하였다며 서울고등법원에 재정신청을 제기했다.
2006년 1월 27일 서울고법 형사1부는 판결문에서 “김희선 의원은 김학규의 종손녀인데 단순히 ‘손녀’라고 표시했다는 점만으로는 허위사실이라고 보기 힘들고, 친할아버지인 김성범씨가 홍보물에 나온 대로 ‘독립군 자금책’이라고 볼만한 증거는 없지만 독립운동을 했을 개연성은 있어 보인다”고 판시했다.
재판부는 또 “아버지 김일련씨의 경우, 한 월간지에서 만주국 경찰서에서 특무직을 맡아 독립운동가를 색출했다고 보도한 바 있으나 강한 의혹제기 차원에 머물러 있다”며 “기사가 사실이라도 김 의원이 그 내용을 미리 알고서 의도적으로 허위사실을 공표했다고 볼만한 증거가 없다”고 밝혔다.
2006년 8월 9일 서울고등법원은 2002년 지방선거 공천 과정에서 공천을 약속하고 2억1000만원의 금전적 이득을 취했다는 혐의에 대해 무죄를 선고했다. 2002년 지방선거 공천 과정에서 A씨에게 공천을 약속하고 2억1000만원의 금전적 이득을 취했다는 혐의로 1심에서 유죄 선고받아 항소심에서 재판부는 원심은 피고인이 송모씨로부터 정치자금 9000만원을 받았다는 공소사실을 유죄로 인정했지만 유일한 직접증거인 송씨의 진술 내용이 기부 일시, 동기, 자금의 출처 등에 대해 일관되지 못하고 진술 변경에 대해 합리적 설명을 못하고 있어 진술의 신빙성을 인정하기 어렵다"고 밝혀 무죄판결하였다.
독립유공자 김은석은 “김일련와 함께 한독당에서 활동했다”고 밝히고 “해방 후 동북 주화대표단의 임무를 수행하기 위해 찾아온 김일련에 대해 김학규 장군 비서였던 이시찬이 ‘김학규 장군의 조카이고 같은 당 동지니까 기탄 없이 잘 협조해 일하라’고 소개시켰다”고 한다. 한편, 월간조선과 인터뷰했던 김학규 장군의 큰며느리 전봉애는 “월간조선 기자에게 김일련이 경찰이라는 말을 하지도 않았다”고 월간조선의 보도는 사실이 아니라고 밝혔다. 또한 친척인 이경실은 “김일련은 집에 있는 소까지 팔아 독립투사들 밑천을 댔다”고 말했다.

### 공천헌금 뇌물수수 의혹
김희선은 2010년 10월 6.2 지방선거 출마자와 당직자 등으로부터 수천만원대의 금품을 받은 혐의(공직선거법 위반 등)로 구속 기소되었다. 검찰은 2010년 10월 13일 동대문 지역 시·구의원 3명을 포함한 관련자를 소환조사한 끝에 사실상 '공천장사'가 이뤄진 것으로 판단하고 사전구속영장을 청구했다.
대법원은 김희선이 총 1억원의 공천헌금을 받고, 편법으로 지구당 사무실을 운영하면서 운영비 명목으로 8759만원의 불법정치자금을 받은 혐의로 징역 1년에 추징금 1억759만원을 확정했다.

## 역대 선거 결과
|  | 33.92% |

|  | 43.46% |

|  | 44.08% |

|  | 32.86% |